# Querida Alicia (telenovela)
Querida Alicia es una telenovela venezolana producida y emitida por Venevisión en 1981. Fue protagonizada por Mary Soliani y Franklin Virguez. 

## Argumento
la paternidad irresponsable y las consecuencias en el seno de una familia de hijos naturales no reconocidos por su padre es el tema que aborda esta valiente novela. Querida Alicia es el profundo análisis que trae las consecuencias de las desintegración familiar y plantea las posibilidades alternativas de este fenómeno social.

## Reparto
- Mary Soliani - Alicia
- Franklin Virguez
- America Alonso
- Martín Lantigua
- Elio Rubens

- Datos: Q28517802